# Quassia indica
Quassia indica är en bittervedsväxtart som först beskrevs av Joseph Gaertner, och fick sitt nu gällande namn av Nooteboom. Quassia indica ingår i släktet Quassia och familjen bittervedsväxter. Inga underarter finns listade i Catalogue of Life.